# Rox
Roxanne Tataei (født 1988), bedre kendt som Rox er en pop/soul-sangerinde fra Storbritannien.